# Neuermark-Lübars
Neuermark-Lübars ist ein Ortsteil der Gemeinde Klietz in der Verbandsgemeinde Elbe-Havel-Land im Landkreis Stendal in Sachsen-Anhalt.

## Geografie
Neuermark-Lübars, ein Doppeldorf mit zwei Kirchen, liegt zwei Kilometer südwestlich von Klietz 1½ Kilometer östlich der Elbe. Die nächstgelegenen Städte sind Arneburg und Tangermünde.
Die Gemarkung Neuermark-Lübars liegt am östlichen Rand der Elbeniederung, in einem ausgedehnten Flachland zwischen Elbe und dem Land Schollene, einem waldreichen Endmoränenbogen. Das Doppeldorf besteht aus den zusammengewachsenen Dörfern Neuermark im Norden und Lübars im Süden. Zur Gemarkung gehören außerdem zwei Wohnplätze:
- Vorwerk am östlichen Elbufer, das frühere Vorwerk Bürs, direkt der Stadt Arneburg gegenüber gelegen
- Ziegelei an einem Elbarm, gegenüber von Billberge gelegen

Nachbarorte sind Arneburg im Nordwesten, Klietz im Nordosten und Hohengöhren im Süden.

## Geschichte

### Neuermark-Lübars
Das heutige Neuermark-Lübars ist seit dem 1. Januar 2010 ein Ortsteil von Klietz. Im Jahr 1957 entstand die Gemeinde Neuermark-Lübars durch die Ausgliederung der Ortsteile Neuermark und Lübars aus der Gemeinde Klietz.

#### Eingemeindungen
Neuermark und Lübars gehörten früher zum zweiten Distrikt im Jerichowschen Kreis im Norden des Herzogtums Magdeburg. 1816 kamen beide zum Kreis Jerichow II, dem späteren Landkreis Jerichow II in der preußischen Provinz Sachsen, der am 15. Juni 1950 in Landkreis Genthin umbenannt wurde.
Am 20. Juli 1950 wurden die bis dahin eigenständigen Gemeinden Lübars und Neuermark nach Klietz eingemeindet.
Am 1. Januar 1957 wurden der Ortsteile Lübars und Neuermark wieder aus der Gemeinde Klietz ausgegliedert und es entstand die neue politisch selbstständige Gemeinde Neuermark-Lübars im Kreis Havelberg. Manche meinen, die Gemeinde Neuermark-Lübars sei bereits im Jahre 1954 gebildet worden. Im Gemeindeverzeichnis von 1956 existiert die Gemeinde jedenfalls nicht. 1971 und später wurde die Gemeinde Neuermark mit dem Ortsteil Lübars geführt. 1986 hatte die Gemeinde Neuermark-Lübars keinen Ortsteil mehr. Am 1. Juli 1994 kam die Gemeinde zum heutigen Landkreis Stendal.
Bis zum 31. Dezember 2009 blieb Neuermark-Lübars eine selbständige Gemeinde ohne Ortsteile. Durch einen Gebietsänderungsvertrag beschloss der Gemeinderat der Gemeinde Neuermark-Lübars am 16. Juni 2009, dass die Gemeinde Neuermark-Lübars in die Gemeinde Klietz eingemeindet wird. Dieser Vertrag wurde vom Landkreis als unterer Kommunalaufsichtsbehörde genehmigt und trat am 1. Januar 2010 in Kraft.

#### Einwohnerentwicklung
| Jahr | Einwohner |
| ---- | --------- |
| 1964 | 577       |
| 1971 | 527       |
| 1990 | [00]411   |
| 2006 | [00]343   |
| 2008 | [00]351   |
| 2014 | [00]308   |

| Jahr | Einwohner |
| ---- | --------- |
| 2017 | [00]290   |
| 2018 | [00]293   |
| 2019 | [00]292   |
| 2020 | [00]290   |
| 2021 | [00]299   |
| 2022 | [0]292    |

Quellen: 1964 und 1971 Unterlagen der Volkszählung

### Neuermark
Im Lehnbuch des Magdeburger Bischofs Albrecht IV., entstanden zwischen 1370 und 1400, wird das Dorf als villa Niemarke aufgeführt. Der Lehrer Schmidt gibt als erste Erwähnung das Jahr 946 an, womit Niecurim gemeint wäre, was der Historiker Ernst Wernicke aber für unpassend hält. Weitere Nennungen sind 1420 Nygermarke, 1562 Niermarke, als dort Hans von Treschkow und Jürgen von Randow wohnten. Das Gut war offenbar geteilt.
Neuermark war über mehr als 100 Jahre im Besitz der Familie von Randow (Randau), die es am 24. Juni 1482 einem Caspar von Kostitz abgekauft hatte. Der Besitz des Gutes schloss Jagdrechte, Fischrechte auf der Elbe und ein Drittel des Kirchlehns zu Neuermark, Lübars und Klietz ein, sowie auch die eigene Gerichtsbarkeit.
Erst am Freitag nach Kiliani 1601 (12. Julijul. / 22. Juli 1601greg.) wurde das Gut Neuermark für 6.000 Gulden an Asmus von Wöldicke verkauft, nachdem der letzte Eigentümer, Caspar von Randow, am 26. Februar 1599 gestorben war.
Am 30. September 1928 wurde der Hauptteil des Gutsbezirks Neuermark mit der Landgemeinde Neuermark vereinigt. Die in der Feldmark Lübars liegende Exklave des Gutsbezirks (5 Hektar) wurde mit der Landgemeinde Lübars und die in der Feldmark Klietz liegende Exklave (26 Hektar) mit der Landgemeinde Klietz vereinigt.

#### Einwohnerentwicklung
| Jahr          | 1782 | 1818 | 1840 | 1867 | 1871 | 1905 | 1910 | 1925 | 1933 | 1939 | 1946 |
| Neuermark     | 274  | 312  | 432  | 409  | 409  | 250  | 226  | 316  | 281  | 281  | 385  |
| Gut Neuermark |      |      |      | 018  | 031  | 042  | 055  |      |      |      |      |

Quellen: 1867 bis 1946 Unterlagen der Volkszählung

### Lübars
Der südliche Teil des Doppeldorfes, Lübars, noch im 19. Jahrhundert auch Liebars geschrieben, soll erstmals 1130 als Lubas genannt worden sein. Ein anderer Autor gibt das Jahr 1198 für Lubas an. Im Lehnbuch des Magdeburger Bischofs Albrecht IV., entstanden zwischen 1370 und 1400, wird ein Dorf villa Lubars aufgeführt. In der Magdeburger Schöppenchronik heißt es im Jahr 1371 lubas dat dorf. Weitere Nennungen sind 1420 Lubars und 1562 Lübars.
1834 ist das Dorf durch einen Brand eingeäschert worden, dem alle Gehöfte außer dem Kirchengebäude und einem angrenzenden Bauernhof zum Opfer fielen. In den 1870er Jahren wurden in der Nähe des Dorfes wendische Urnen mit Spuren von Leichenverbrennung und Bronzegegenständen gefunden.

#### Einwohnerentwicklung
| Jahr   | 1782 | 1818 | 1840 | 1867 | 1871 | 1905 | 1910 | 1925 | 1933 | 1939 | 1946 |
| Lübars | 186  | 214  | 223  | 235  | 232  | 191  | 188  | 191  | 190  | 229  | 292  |

Quellen: 1867 bis 1946 Unterlagen der Volkszählung

## Religion
Die evangelischen Kirchengemeinden Neuermark und Lübars gehörten beide zur Pfarrei Lübars bei Klietz. Die heutige Kirchengemeinde Neuermark-Lübars wird betreut vom Pfarrbereich Schönhausen im Kirchenkreis Stendal im Bischofssprengel Magdeburg der Evangelischen Kirche in Mitteldeutschland.
Die ältesten überlieferten Kirchenbücher für Neuermark stammen aus dem Jahre 1680, die für Lübars aus 1681.
Die katholischen Christen gehören zur Pfarrei St. Elisabeth in Tangermünde im Dekanat Stendal im Bistum Magdeburg.

## Politik

### Bürgermeister
Der letzte Bürgermeister der Gemeinde war Hans-Joachim Groß.

### Wappen

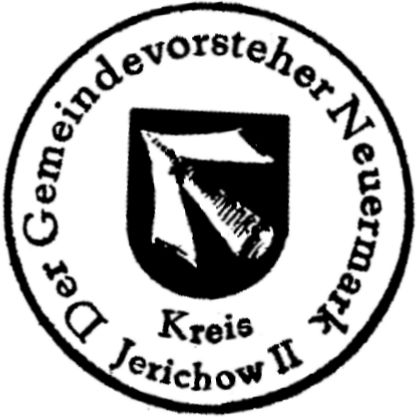

Blasonierung: „Von Blau und Silber geteilt, oben eine schwimmende silberne Gans an der Teilung, unten drei blaue Fische (2:1).“
Die Gans nimmt Bezug auf Neuermark als ehemalige Grenzbefestigung gegen die Slawen, denn Gänse wurden (statt Hunden) zu jener Zeit als Wachtiere verwendet, da sie bei geringster Störung zu Lärmen beginnen. Die Fische symbolisieren die frühere Fischerinsel Lübars in der Elbe.
Ein ähnliches Wappenbild wurde bereits als Ärmelaufnäher von der Freiwilligen Feuerwehr getragen. Es war darum Beschluss der ehemaligen Gemeinde, in Anlehnung an diese Symbolik ein heraldisch korrektes Wappen in das Genehmigungsverfahren zu führen, was 2003 vom Kommunalheraldiker Jörg Mantzsch realisiert wurde.

## Historisches Siegelbild
Die ehemalige Gemeinde Neuermark führte in ihrem Gemeindesiegel schon einmal ein wappenähnliches Siegelbild. Dieses wurde im Zeitraum nach dem Zweiten Weltkrieg bis ca. der Einführung der Bezirke und Kreise in der DDR (1945–1952) benutzt.
Eine weitere Quelle ist das Kreisheimatmuseum in Genthin.

Kirche in Neuermark (1990)

## Kultur und Sehenswürdigkeiten

### Neuermark
- Die evangelische Dorfkirche Neuermark ist ein barocker Putzbau mit einem Backstein-Westturm aus dem 19. Jahrhundert.[33]
- Die Kirche steht auf dem Ortsfriedhof.
- In der Kirche stehen Epitaphe der Familien von Treskow und von Randow.

#### Grabstein des Caspar von Randow
Der Grabstein des Caspar von Randow trägt oben über zwei Wappen von Randow die Namen Caspar von Randow und Mattheus von Randow, unten die Namen Anna von Hohenbosen und Anna von Schwarttenholtt mit den zugehörigen Wappen. Der Grabstein deckte vermutlich ein Familienbegräbnis der von Randow in Neuermark. Darauf deutet hin, dass die Namen der beiden Randows und die der beiden Frauen – vermutlich ihrer Ehefrauen – offenbar später nachgemeißelt wurden, sind sie doch ziemlich unordentlich zwischen den Wappen angeordnet, wobei sie auch willkürlich getrennt wurden. Die Namen der beiden Frauen sind zudem in deutscher Schrift, die der Randows in lateinischer Schrift gemeißelt.
In der Mitte des Grabsteins steht folgender Text:
| ANNO DOMINI 1599 DEN 26 FEBRUARÏ DES MORGENS VMB 2 VHR IST DER EDLER EHRNVESTER CASPAR VON RANDOW IN GOTT DEN HERN SELIGLICH ENT SCHLAFFEN DER SEELEN GOTT GNE DIG VND BARMHERTZIG SEY AMEN HIOB 19 ICH WEIS DAS MEIN ERLOSER LEBET UND ER WIRDT MICH HERNACH AVS DER ERDEN AUFFWECKEN UND WER DE DARNACH MIT DIESER MEINER HAVT VMBGEBEN WERDEN VND WERDE IN MEINEN FLEISCH GOT SEHEN DEN SELBEN WERDE ICH MIR SEHEN VND MEINE AVGEN IN SCHAWEN VND KEIN FREMDER | Grabstein des Caspar von Randow |

### Lübars
- Die evangelische Dorfkirche ist ein kleiner spätgotischer Backsteinbau, der 1883 restauriert und verputzt wurde. Der Westturm ist in Fachwerk ausgeführt und mit Schieferplatten behangen.[33]
- Die Kirche steht auf dem Ortsfriedhof.

## Wirtschaft und Infrastruktur

### Verkehr
Neuermark-Lübars liegt nahe der Bundesstraße 107 von Havelberg nach Genthin. Die Bahnstrecke Schönhausen–Sandau wurde 1997 eingestellt. In der sieben Kilometer entfernten Gemeinde Schönhausen (Elbe) besteht Bahnanschluss nach Stendal, Rathenow und Berlin.
Es verkehren Linienbusse und Rufbusse von stendalbus.
Rund zwei Kilometer westlich liegt die ostelbische Anlegestelle der Fähre Arneburg, die Neuermark-Lübars mit Arneburg verbindet.